# Oleksandr Zinčenko
Oleksandr Volodymyrovyč Zinčenko (in ucraino Олександр Володимирович Зінченко?, angl. Oleksandr Volodymyrovych Zinchenko; Radomyšl', 15 dicembre 1996) è un calciatore ucraino, difensore o centrocampista dell'Arsenal e della nazionale ucraina.

## Biografia
Nonostante sia nato in Ucraina è madrelingua russo.
Nel 2020 si è sposato con la giornalista ucraina Vlada Sedan, da cui ha avuto un figlio nel 2021.

### Controversie
A seguito dell'invasione russa dell'Ucraina si è esposto più volte pubblicamente contro di essa, arrivando anche a scrivere su Twitter un post dove augurava al presidente russo Vladimir Putin di morire nel febbraio 2022, pochi giorni dopo l'inizio dell'invasione; il post è stato successivamente cancellato dal giocatore.

## Caratteristiche tecniche
Dotato di una buona tecnica individuale, velocità e duttilità, nasce calcisticamente come ala ma nel corso degli anni, ha arretrato il suo raggio d'azione fino ad occupare stabilmente il ruolo di terzino sinistro, sua posizione tipica nel Manchester City. Sotto il mandato di commissario tecnico della nazionale ucraina, Andrij Ševčenko lo ha schierato come centrocampista, quinto in difesa, trequartista tra le linee e da attaccante aggiunto, a seconda dei momenti e dell'inerzia delle partite.

## Carriera

### Club
Giovanili tra Shaktar e Ufa

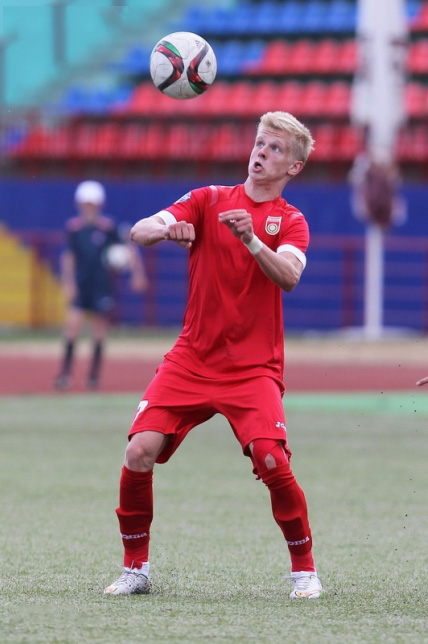
Zinčenko in azione all' nel 2015

Cresciuto calcisticamente per dieci anni nelle giovanili dello Šachtar, nel 2014 passa ai russi dell'Ufa.
Manchester City
Il 4 luglio 2016 viene ingaggiato dal Manchester City, con cui firma un contratto quinquennale. Il 26 agosto seguente si trasferisce in prestito al PSV.
A fine prestito fa ritorno a Manchester. Il 9 gennaio 2019 segna la sua prima rete in maglia Citizens in Coppa di Lega inglese nella partita vinta 9-0 in casa contro il Burton Albion. Il 24 febbraio seguente vince da titolare la finale contro il Chelsea di Efl Cup, decisa ai rigori per 3-4 in favore dei Citizens. Il 18 maggio vince da titolare la finale contro il Watford per 6-0, trionfando cosi in Fa Cup. Il 4 agosto trionfa nuovamente in Community Shield, trasformando il rigore del momentaneo 4-5 contro il Liverpool, sfida terminata 5-6 in favore dei Citizens.
Il 29 maggio 2021 gioca, da titolare, la sua prima finale di Champions League; il match vede tuttavia la sconfitta del Manchester City contro il Chelsea.
Il 22 luglio 2022 viene ceduto all'Arsenal.

### Nazionale
Dopo aver fatto tutta la trafila delle nazionali giovanili ucraine, il 12 ottobre 2015 esordisce in nazionale maggiore, subentrando a Ruslan Rotan' all 87' contro la Spagna; questa convocazione era dovuta al fatto che nel mentre la Russia aveva tentato di naturalizzarlo, e facendolo giocare questa partita ciò non era più possibile. Il 29 maggio 2016, in un'amichevole contro la Romania, segna il suo primo gol in Nazionale, diventando il più giovane marcatore della selezione ucraina a 19 anni e 165 giorni, battendo il precedente record di Andrij Ševčenko.
Viene convocato per gli Europei del 2016 in Francia, dove viene impiegato in tutti e tre i match della fase a gironi.
Il 24 marzo 2021 indossa la fascia di capitano nella partita di Qualificazioni al campionato mondiale 2022 contro la Francia diventando a 24 anni e 98 giorni il più giovane di sempre della selezione ucraina.
Pochi mesi dopo viene convocato per gli europei.

## Statistiche

### Presenze e reti nei club
Statistiche aggiornate al 31 agosto 2024.
| Stagione               | Squadra                | Campionato             | Campionato | Campionato | Coppe nazionali | Coppe nazionali | Coppe nazionali | Coppe continentali | Coppe continentali | Coppe continentali | Altre coppe | Altre coppe | Altre coppe | Totale | Totale |
| Stagione               | Squadra                | Comp                   | Pres       | Reti       | Comp            | Pres            | Reti            | Comp               | Pres               | Reti               | Comp        | Pres        | Reti        | Pres   | Reti   |
| ---------------------- | ---------------------- | ---------------------- | ---------- | ---------- | --------------- | --------------- | --------------- | ------------------ | ------------------ | ------------------ | ----------- | ----------- | ----------- | ------ | ------ |
| 2014-2015              | Ufa                    | PL                     | 7          | 0          | KR              | 0               | 0               | -                  | -                  | -                  | -           | -           | -           | 7      | 0      |
| 2015-2016              | Ufa                    | PL                     | 24         | 2          | KR              | 2               | 0               | -                  | -                  | -                  | -           | -           | -           | 26     | 2      |
| Totale Ufa             | Totale Ufa             | Totale Ufa             | 31         | 2          |                 | 2               | 0               |                    | -                  | -                  |             | -           | -           | 33     | 2      |
| 2016-2017              | PSV                    | ED                     | 12         | 0          | CO              | 1               | 0               | UCL                | 4                  | 0                  | -           | -           | -           | 17     | 0      |
| 2017-2018              | Manchester City        | PL                     | 8          | 0          | FACup+CdL       | 1+4             | 0               | UCL                | 1                  | 0                  | -           | -           | -           | 14     | 0      |
| 2018-2019              | Manchester City        | PL                     | 14         | 0          | FACup+CdL       | 4+6             | 0+1             | UCL                | 5                  | 0                  | CS          | 0           | 0           | 29     | 1      |
| 2019-2020              | Manchester City        | PL                     | 19         | 0          | FACup+CdL       | 1+2             | 1+0             | UCL                | 2                  | 0                  | CS          | 1           | 0           | 25     | 1      |
| 2020-2021              | Manchester City        | PL                     | 20         | 0          | FACup+CdL       | 1+2             | 0               | UCL                | 9                  | 0                  | -           | -           | -           | 32     | 0      |
| 2021-2022              | Manchester City        | PL                     | 15         | 0          | FACup+CdL       | 4+1             | 0               | UCL                | 8                  | 0                  | CS          | 0           | 0           | 28     | 0      |
| Totale Manchester City | Totale Manchester City | Totale Manchester City | 76         | 0          |                 | 26              | 2               |                    | 25                 | 0                  |             | 1           | 0           | 128    | 2      |
| 2022-2023              | Arsenal                | PL                     | 27         | 1          | FACup+CdL       | 2+1             | 0               | UEL                | 3                  | 0                  | -           | -           | -           | 33     | 1      |
| 2023-2024              | Arsenal                | PL                     | 27         | 1          | FACup+CdL       | 0+2             | 0               | UCL                | 6                  | 0                  | CS          | 0           | 0           | 35     | 1      |
| 2024-2025              | Arsenal                | PL                     | 2          | 0          | FACup+CdL       | 0               | 0               | UCL                | 1                  | 1                  | -           | -           | -           | 3      | 1      |
| Totale Arsenal         | Totale Arsenal         | Totale Arsenal         | 56         | 2          |                 | 5               | 0               |                    | 10                 | 1                  |             | 0           | 0           | 71     | 3      |
| Totale carriera        | Totale carriera        | Totale carriera        | 177        | 4          |                 | 34              | 2               |                    | 39                 | 1                  |             | 1           | 0           | 249    | 7      |

### Cronologia presenze e reti in nazionale
| Cronologia completa delle presenze e delle reti in nazionale ― Ucraina | Cronologia completa delle presenze e delle reti in nazionale ― Ucraina | Cronologia completa delle presenze e delle reti in nazionale ― Ucraina | Cronologia completa delle presenze e delle reti in nazionale ― Ucraina | Cronologia completa delle presenze e delle reti in nazionale ― Ucraina | Cronologia completa delle presenze e delle reti in nazionale ― Ucraina | Cronologia completa delle presenze e delle reti in nazionale ― Ucraina | Cronologia completa delle presenze e delle reti in nazionale ― Ucraina |
| Data                                                                   | Città                                                                  | In casa                                                                | Risultato                                                              | Ospiti                                                                 | Competizione                                                           | Reti                                                                   | Note                                                                   |
| ---------------------------------------------------------------------- | ---------------------------------------------------------------------- | ---------------------------------------------------------------------- | ---------------------------------------------------------------------- | ---------------------------------------------------------------------- | ---------------------------------------------------------------------- | ---------------------------------------------------------------------- | ---------------------------------------------------------------------- |
| 12-10-2015                                                             | Kiev                                                                   | Ucraina                                                                | 0 – 1                                                                  | Spagna                                                                 | Qual. Euro 2016                                                        | -                                                                      | 87’                                                                    |
| 29-5-2016                                                              | Torino                                                                 | Romania                                                                | 3 – 4                                                                  | Ucraina                                                                | Amichevole                                                             | 1                                                                      | 46’                                                                    |
| 3-6-2016                                                               | Bergamo                                                                | Albania                                                                | 1 – 3                                                                  | Ucraina                                                                | Amichevole                                                             | -                                                                      | 77’                                                                    |
| 12-6-2016                                                              | Lilla                                                                  | Germania                                                               | 2 – 0                                                                  | Ucraina                                                                | Euro 2016 - 1º turno                                                   | -                                                                      | 74’                                                                    |
| 16-6-2016                                                              | Lione                                                                  | Ucraina                                                                | 0 – 2                                                                  | Irlanda del Nord                                                       | Euro 2016 - 1º turno                                                   | -                                                                      | 83’                                                                    |
| 21-6-2016                                                              | Marsiglia                                                              | Ucraina                                                                | 0 – 1                                                                  | Polonia                                                                | Euro 2016 - 1º turno                                                   | -                                                                      | 73’                                                                    |
| 5-9-2016                                                               | Kiev                                                                   | Ucraina                                                                | 1 – 1                                                                  | Islanda                                                                | Qual. Mondiali 2018                                                    | -                                                                      | 90’                                                                    |
| 6-10-2016                                                              | Konya                                                                  | Turchia                                                                | 2 – 2                                                                  | Ucraina                                                                | Qual. Mondiali 2018                                                    | -                                                                      | 46’                                                                    |
| 9-10-2016                                                              | Cracovia                                                               | Ucraina                                                                | 3 – 0                                                                  | Kosovo                                                                 | Qual. Mondiali 2018                                                    | -                                                                      | 63’                                                                    |
| 12-11-2016                                                             | Odessa                                                                 | Ucraina                                                                | 1 – 0                                                                  | Finlandia                                                              | Qual. Mondiali 2018                                                    | -                                                                      | 54’ 67’                                                                |
| 15-11-2016                                                             | Charkiv                                                                | Ucraina                                                                | 2 – 0                                                                  | Serbia                                                                 | Amichevole                                                             | -                                                                      | 77’                                                                    |
| 2-9-2017                                                               | Charkiv                                                                | Ucraina                                                                | 2 – 0                                                                  | Turchia                                                                | Qual. Mondiali 2018                                                    | -                                                                      | 90’                                                                    |
| 5-9-2017                                                               | Reykjavík                                                              | Islanda                                                                | 2 – 0                                                                  | Ucraina                                                                | Qual. Mondiali 2018                                                    | -                                                                      | 71’ 82’                                                                |
| 23-3-2018                                                              | Marbella                                                               | Arabia Saudita                                                         | 1 – 1                                                                  | Ucraina                                                                | Amichevole                                                             | -                                                                      | 65’                                                                    |
| 27-3-2018                                                              | Liegi                                                                  | Giappone                                                               | 1 – 2                                                                  | Ucraina                                                                | Amichevole                                                             | -                                                                      | 80’                                                                    |
| 31-5-2018                                                              | Ginevra                                                                | Marocco                                                                | 0 – 0                                                                  | Ucraina                                                                | Amichevole                                                             | -                                                                      |                                                                        |
| 3-6-2018                                                               | Zurigo                                                                 | Albania                                                                | 1 – 4                                                                  | Ucraina                                                                | Amichevole                                                             | -                                                                      | 71’                                                                    |
| 6-9-2018                                                               | Uherské Hradiště                                                       | Rep. Ceca                                                              | 1 – 2                                                                  | Ucraina                                                                | UEFA Nations League 2018-2019 - 1º turno                               | 1                                                                      | 66’                                                                    |
| 9-9-2018                                                               | Kiev                                                                   | Ucraina                                                                | 1 – 0                                                                  | Slovacchia                                                             | UEFA Nations League 2018-2019 - 1º turno                               | -                                                                      | 71’                                                                    |
| 10-10-2018                                                             | Genova                                                                 | Italia                                                                 | 1 – 1                                                                  | Ucraina                                                                | Amichevole                                                             | -                                                                      |                                                                        |
| 16-10-2018                                                             | Kiev                                                                   | Ucraina                                                                | 1 – 0                                                                  | Rep. Ceca                                                              | UEFA Nations League 2018-2019 - 1º turno                               | -                                                                      | 86’                                                                    |
| 16-11-2018                                                             | Trnava                                                                 | Slovacchia                                                             | 4 – 1                                                                  | Ucraina                                                                | UEFA Nations League 2018-2019 - 1º turno                               | -                                                                      |                                                                        |
| 22-3-2019                                                              | Lisbona                                                                | Portogallo                                                             | 0 – 0                                                                  | Ucraina                                                                | Qual. Euro 2020                                                        | -                                                                      |                                                                        |
| 25-3-2019                                                              | Lussemburgo                                                            | Lussemburgo                                                            | 1 – 2                                                                  | Ucraina                                                                | Qual. Euro 2020                                                        | -                                                                      |                                                                        |
| 7-6-2019                                                               | Leopoli                                                                | Ucraina                                                                | 5 – 0                                                                  | Serbia                                                                 | Qual. Euro 2020                                                        | -                                                                      |                                                                        |
| 10-6-2019                                                              | Leopoli                                                                | Ucraina                                                                | 1 – 0                                                                  | Lussemburgo                                                            | Qual. Euro 2020                                                        | -                                                                      | 81’                                                                    |
| 7-9-2019                                                               | Vilnius                                                                | Lituania                                                               | 0 – 3                                                                  | Ucraina                                                                | Qual. Euro 2020                                                        | 1                                                                      |                                                                        |
| 10-9-2019                                                              | Dnipropetrovsk                                                         | Ucraina                                                                | 2 – 2                                                                  | Nigeria                                                                | Amichevole                                                             | 1                                                                      |                                                                        |
| 11-10-2019                                                             | Charkiv                                                                | Ucraina                                                                | 2 – 0                                                                  | Lituania                                                               | Qual. Euro 2020                                                        | -                                                                      |                                                                        |
| 14-10-2019                                                             | Kiev                                                                   | Ucraina                                                                | 2 – 1                                                                  | Portogallo                                                             | Qual. Euro 2020                                                        | -                                                                      | 90+4’                                                                  |
| 3-9-2020                                                               | Leopoli                                                                | Ucraina                                                                | 2 – 1                                                                  | Svizzera                                                               | UEFA Nations League 2020-2021 - 1º turno                               | 1                                                                      |                                                                        |
| 6-9-2020                                                               | Madrid                                                                 | Spagna                                                                 | 4 – 0                                                                  | Ucraina                                                                | UEFA Nations League 2020-2021 - 1º turno                               | -                                                                      |                                                                        |
| 11-11-2020                                                             | Chorzów                                                                | Polonia                                                                | 2 – 0                                                                  | Ucraina                                                                | Amichevole                                                             | -                                                                      | 56’                                                                    |
| 14-11-2020                                                             | Lipsia                                                                 | Germania                                                               | 3 – 1                                                                  | Ucraina                                                                | UEFA Nations League 2020-2021 - 1º turno                               | -                                                                      | 69’                                                                    |
| 24-3-2021                                                              | Saint-Denis                                                            | Francia                                                                | 1 – 1                                                                  | Ucraina                                                                | Qual. Mondiali 2022                                                    | -                                                                      | cap.                                                                   |
| 28-3-2021                                                              | Kiev                                                                   | Ucraina                                                                | 1 – 1                                                                  | Finlandia                                                              | Qual. Mondiali 2022                                                    | -                                                                      | cap.                                                                   |
| 31-3-2021                                                              | Kiev                                                                   | Ucraina                                                                | 1 – 1                                                                  | Kazakistan                                                             | Qual. Mondiali 2022                                                    | -                                                                      | cap. 89’                                                               |
| 7-6-2021                                                               | Charkiv                                                                | Ucraina                                                                | 4 – 0                                                                  | Cipro                                                                  | Amichevole                                                             | 1                                                                      |                                                                        |
| 13-6-2021                                                              | Amsterdam                                                              | Paesi Bassi                                                            | 3 – 2                                                                  | Ucraina                                                                | Euro 2020 - 1º turno                                                   | -                                                                      |                                                                        |
| 17-6-2021                                                              | Bucarest                                                               | Ucraina                                                                | 2 – 1                                                                  | Macedonia del Nord                                                     | Euro 2020 - 1º turno                                                   | -                                                                      |                                                                        |
| 21-6-2021                                                              | Bucarest                                                               | Ucraina                                                                | 0 – 1                                                                  | Austria                                                                | Euro 2020 - 1º turno                                                   | -                                                                      |                                                                        |
| 29-6-2021                                                              | Glasgow                                                                | Svezia                                                                 | 1 – 2 dts                                                              | Ucraina                                                                | Euro 2020 - Ottavi di finale                                           | 1                                                                      |                                                                        |
| 3-7-2021                                                               | Roma                                                                   | Ucraina                                                                | 0 – 4                                                                  | Inghilterra                                                            | Euro 2020 - Quarti di finale                                           | -                                                                      |                                                                        |
| 1-9-2021                                                               | Nur-Sultan                                                             | Kazakistan                                                             | 2 – 2                                                                  | Ucraina                                                                | Qual. Mondiali 2022                                                    | -                                                                      | 74’                                                                    |
| 8-9-2021                                                               | Plzeň                                                                  | Rep. Ceca                                                              | 1 – 1                                                                  | Ucraina                                                                | Amichevole                                                             | -                                                                      | 2’                                                                     |
| 11-11-2021                                                             | Odessa                                                                 | Ucraina                                                                | 1 – 1                                                                  | Bulgaria                                                               | Amichevole                                                             | -                                                                      |                                                                        |
| 16-11-2021                                                             | Zenica                                                                 | Bosnia ed Erzegovina                                                   | 0 – 2                                                                  | Ucraina                                                                | Qual. Mondiali 2022                                                    | 1                                                                      |                                                                        |
| 1-6-2022                                                               | Glasgow                                                                | Scozia                                                                 | 1 – 3                                                                  | Ucraina                                                                | Qual. Mondiali 2022                                                    | -                                                                      |                                                                        |
| 5-6-2022                                                               | Cardiff                                                                | Galles                                                                 | 1 – 0                                                                  | Ucraina                                                                | Qual. Mondiali 2022                                                    | -                                                                      |                                                                        |
| 11-6-2022                                                              | Łódź                                                                   | Ucraina                                                                | 3 – 0                                                                  | Armenia                                                                | UEFA Nations League 2022-2023 - 1º turno                               | -                                                                      | 66’ 77’                                                                |
| 14-6-2022                                                              | Łódź                                                                   | Ucraina                                                                | 1 – 1                                                                  | Irlanda                                                                | UEFA Nations League 2022-2023 - 1º turno                               | -                                                                      | 79’                                                                    |
| 26-3-2023                                                              | Londra                                                                 | Inghilterra                                                            | 2 – 0                                                                  | Ucraina                                                                | Qual. Euro 2024                                                        | -                                                                      | cap.                                                                   |
| 9-9-2023                                                               | Breslavia                                                              | Ucraina                                                                | 1 – 1                                                                  | Inghilterra                                                            | Qual. Euro 2024                                                        | 1                                                                      | 76’                                                                    |
| 12-9-2023                                                              | Milano                                                                 | Italia                                                                 | 2 – 1                                                                  | Ucraina                                                                | Qual. Euro 2024                                                        | -                                                                      | 75’                                                                    |
| 14-10-2023                                                             | Praga                                                                  | Ucraina                                                                | 2 – 0                                                                  | Macedonia del Nord                                                     | Qual. Euro 2024                                                        | -                                                                      | 76’                                                                    |
| 17-10-2023                                                             | Ta' Qali                                                               | Malta                                                                  | 1 – 3                                                                  | Ucraina                                                                | Qual. Euro 2024                                                        | -                                                                      | cap. 87’                                                               |
| 20-11-2023                                                             | Leverkusen                                                             | Ucraina                                                                | 0 – 0                                                                  | Italia                                                                 | Qual. Euro 2024                                                        | -                                                                      | 86’                                                                    |
| 21-3-2024                                                              | Zenica                                                                 | Bosnia ed Erzegovina                                                   | 1 – 2                                                                  | Ucraina                                                                | Qual. Euro 2024                                                        | -                                                                      | cap. 76’                                                               |
| 26-3-2024                                                              | Breslavia                                                              | Ucraina                                                                | 2 – 1                                                                  | Islanda                                                                | Qual. Euro 2024                                                        | -                                                                      | 64’ 90+2’                                                              |
| 3-6-2024                                                               | Norimberga                                                             | Germania                                                               | 0 – 0                                                                  | Ucraina                                                                | Amichevole                                                             | -                                                                      |                                                                        |
| 7-6-2024                                                               | Varsavia                                                               | Polonia                                                                | 3 – 1                                                                  | Ucraina                                                                | Amichevole                                                             | -                                                                      | 46’                                                                    |
| 11-6-2024                                                              | Chișinău                                                               | Moldavia                                                               | 0 – 4                                                                  | Ucraina                                                                | Amichevole                                                             | -                                                                      | 30’                                                                    |
| 17-6-2024                                                              | Monaco di Baviera                                                      | Romania                                                                | 3 – 0                                                                  | Ucraina                                                                | Euro 2024 - 1º turno                                                   | -                                                                      |                                                                        |
| 21-6-2024                                                              | Düsseldorf                                                             | Slovacchia                                                             | 1 – 2                                                                  | Ucraina                                                                | Euro 2024 - 1º turno                                                   | -                                                                      |                                                                        |
| 26-6-2024                                                              | Stoccarda                                                              | Ucraina                                                                | 0 – 0                                                                  | Belgio                                                                 | Euro 2024 - 1º turno                                                   | -                                                                      | 58’                                                                    |
| 7-9-2024                                                               | Praga                                                                  | Ucraina                                                                | 1 – 2                                                                  | Albania                                                                | UEFA Nations League 2024-2025 - 1º turno                               | -                                                                      | 81’                                                                    |
| 10-9-2024                                                              | Praga                                                                  | Rep. Ceca                                                              | 3 – 2                                                                  | Ucraina                                                                | UEFA Nations League 2024-2025 - 1º turno                               | -                                                                      | 85’                                                                    |
| 19-11-2024                                                             | Tirana                                                                 | Albania                                                                | 1 – 2                                                                  | Ucraina                                                                | UEFA Nations League 2024-2025 - 1º turno                               | 1                                                                      | 69’                                                                    |
| 20-3-2025                                                              | Murcia                                                                 | Ucraina                                                                | 3 – 1                                                                  | Belgio                                                                 | UEFA Nations League 2024-2025 - Play-off                               | -                                                                      |                                                                        |
| 23-3-2025                                                              | Genk                                                                   | Belgio                                                                 | 3 – 0                                                                  | Ucraina                                                                | UEFA Nations League 2024-2025 - Play-off                               | -                                                                      | 29’                                                                    |
| 7-6-2025                                                               | Toronto                                                                | Canada                                                                 | 4 – 2                                                                  | Ucraina                                                                | Amichevole                                                             | 1                                                                      |                                                                        |
| 10-6-2025                                                              | Toronto                                                                | Nuova Zelanda                                                          | 1 – 2                                                                  | Ucraina                                                                | Amichevole                                                             | 1                                                                      | 74’                                                                    |
| Totale                                                                 |                                                                        | Presenze                                                               | 73                                                                     |                                                                        | Reti (11º posto)                                                       | 12                                                                     |                                                                        |

## Palmarès

### Club
- Coppa di Lega inglese: 4

Manchester City: 2017-2018, 2018-2019, 2019-2020, 2020-2021
- Campionato inglese: 4

Manchester City: 2017-2018, 2018-2019, 2020-2021, 2021-2022
- Community Shield: 2

Manchester City: 2018, 2019
- Coppa d'Inghilterra: 1

Manchester City: 2018-2019

### Individuale
- Calciatore ucraino dell'anno: 1

2019